# Lake County (Tennessee)
Lake County is een van de 95 county's in de Amerikaanse staat Tennessee.
De county heeft een landoppervlakte van 423 km² en telt 7.954 inwoners (volkstelling 2000). De hoofdplaats is Tiptonville.

## Bevolkingsontwikkeling

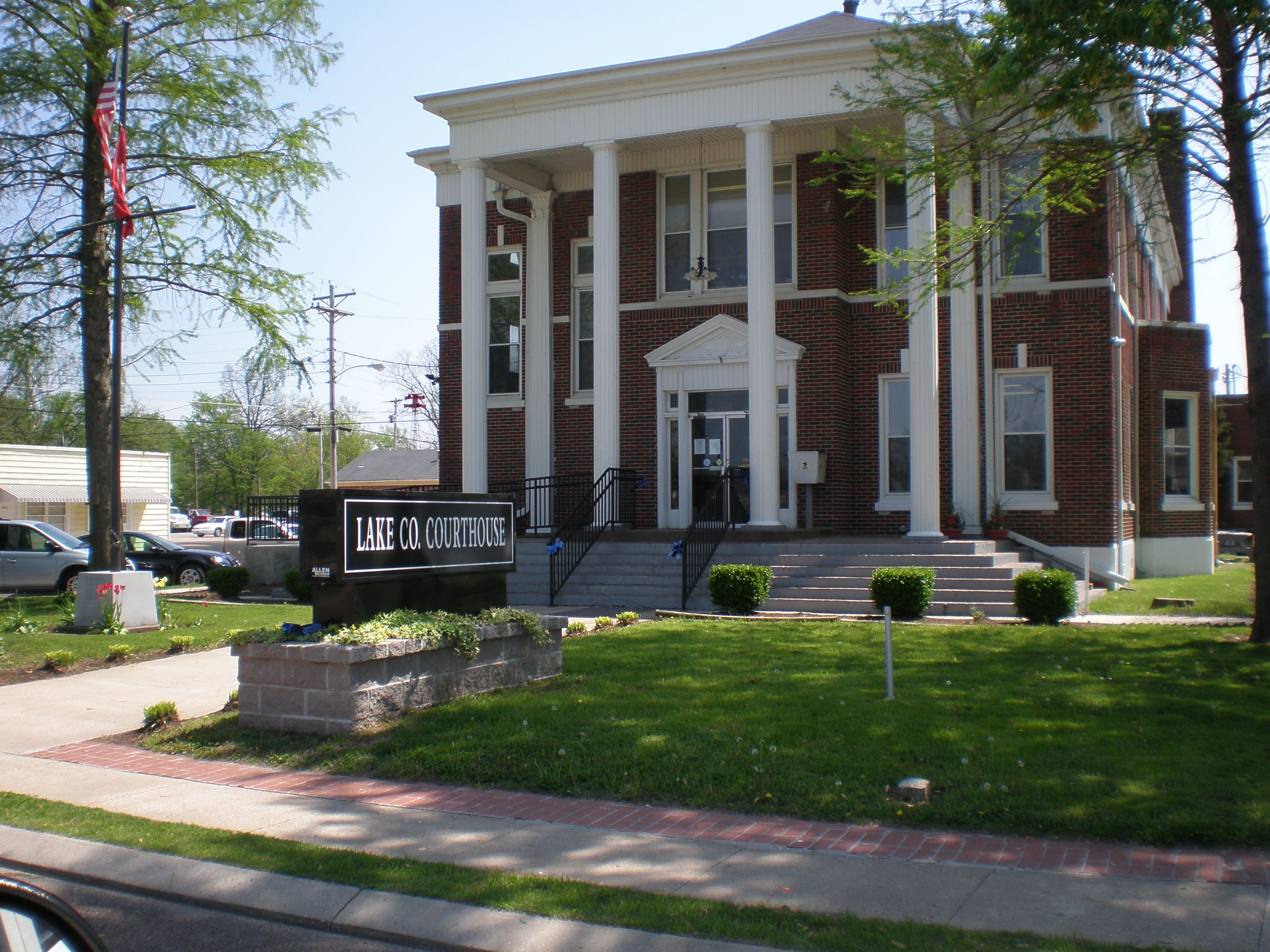
Lake County Courthouse